# 筑後地域消防通信指令事務協議会
筑後地域消防通信指令事務協議会（ちくごちいきしょうぼうつうしんしれいじむきょうぎかい）は、福岡県久留米市山川沓形町3番15号に存する、地方自治法(昭和22年法律第67号)第252条の2の2第1項の規定に基づく、管理執行協議会である。2012年4月1日発足。

## 概要
「複雑多様化する消防需要に広域的に対応し、消防サービスの高度化及び消防力の強化を図るため、消防通信指令に関する事務を共同して管理し、及び執行すること」を目的とするため、福岡県筑後地方に所在する、7つの消防本部・消防組合(10市4町1村)の消防通信指令業務を統合し、一括管理を行う筑後地域消防指令センターを運営している。
協議会の事務所は「筑後地域消防指令センター・久留米消防署東出張所」合同庁舎内に所在する。会長は久留米広域消防本部消防長、副会長は大牟田市消防長が担当し、会長を除く6団体の消防長が委員を務める。
2019年3月31日をもって、大川市消防本部が廃止となり、翌4月1日より大川市が久留米広域消防本部に参加したことに伴い構成団体は7団体（市町村数は変更なし）となった。

## 構成する団体
- 久留米広域市町村圏事務組合（久留米広域消防本部）
- 大牟田市消防本部
- 柳川市消防本部
- 八女地区消防組合（八女消防本部）
- 筑後市消防本部
- 甘木・朝倉広域市町村圏事務組合（甘木・朝倉消防本部）
- みやま市消防本部

### かつて構成していた団体
- 大川市消防本部

## 筑後地域消防指令センター

### 概要
筑後地域消防指令センターは、筑後地域消防通信指令事務協議会により運営される、筑後地域8つの消防本部・消防組合合同の消防通信指令施設である。
「筑後地域消防指令センター・久留米消防署東出張所」合同庁舎内に所在しており、2014年3月に竣工した。

### メリット
消防本部の指令業務の一元化および、一元化による人員増・システム更新により、以下のメリットがある。
- 通信員が増員されるため、119番通報が集中した場合でも受付対応が出来る
- 市町村の境界付近での災害時には、隣接消防本部の応援協定の範囲内において、近くの消防本部の消防隊を同時に出動させることが可能
- 大規模災害が発生した時は、筑後地域全域の災害情報を共有できるので、迅速な相互応援体制が確保される
- 7消防本部共同で整備・運営するため、大幅な経費削減が期待される

メールによる情報配信のほか、FAXやインターネットによる119番通報も可能である。

### 管轄地域
- 久留米広域消防本部
  - 久留米市
  - 大川市
  - 小郡市
  - うきは市
  - 大木町
  - 大刀洗町
- 大牟田市消防本部
  - 大牟田市
- 柳川市消防本部
  - 柳川市
- 八女地区消防組合
  - 八女市
  - 広川町
- 筑後市消防本部
  - 筑後市
- 甘木・朝倉消防組合
  - 朝倉市
  - 筑前町
  - 東峰村
- みやま市消防本部
  - みやま市